# Giovanni Badino
Giovanni Badino (Savona, 17 luglio 1953 – Savona, 8 agosto 2017) è stato un fisico, speleologo ed esploratore italiano.
Iniziata la sua carriera professionale come fisico dei raggi cosmici e dei neutrini, collaborando in particolare all'esperimento LSD sotto il Monte Bianco e successivamente all'esperimento LVD ancora oggi attivo nei Laboratori del Gran Sasso. Oltre alla sua attività come fisico astro-particellare, a partire dagli anni '90, Badino ha fornito contributi fondamentali nel campo della meteorologia ipogea, del carsismo glaciale e della fisica del ghiaccio, della speleogenesi e della morfogenesi carsica tanto da risultare uno dei massimi esperti di speleologia fisica degli ultimi 50 anni, distinto per la notevole combinazione di abilità sportive e qualità intellettuali. Ha saputo trasportare le sue competenze tecniche, scientifiche, e creative nei luoghi più remoti della Terra, con lo scopo di esplorare e comprendere il mondo e la sua complessità.

## Biografia
Nato a Savona da Margherita Giorgi e Mario Badino, è il più giovane di tre fratelli, dopo Giacomo e Maria Antonietta.

### Fisica e attività accademica
Da Savona dove era nato si trasferì a Torino dove si laureò in Fisica negli anni ’70 del secolo scorso. Appena laureato, iniziò la sua carriera accademica presso il Dipartimento di Fisica Generale all’Università di Torino, prima come ricercatore e poi come Professore Associato. 
Badino ha iniziato la sua carriera con ricerche nel campo della radiazione cosmica, principalmente della rilevazione in sotterraneo di neutrini da supernova. Tra il 1979 e il 2003 ha pubblicato oltre 180 lavori in ambito internazionale in questo ambito.
Giovanni Badino ha progressivamente integrato le sue conoscenze scientifiche alla passione per la speleologia, diventando studioso delle grotte, a cui ha dedicato i suoi ultimi decenni di ricerca. La sua attività in questo campo è testimoniata da oltre 120 pubblicazioni scientifiche. Dalla fine degli anni ’80 aveva cominciato ad interessarsi di meteorologia ipogea e di glacio-speleologia, focalizzandosi sullo studio dei fenomeni fisici nel sottosuolo. 
Il principale campo di ricerca applicata alla speleologia di Badino è stato focalizzato sulla termodinamica del sottosuolo, sul trasporto dell’acqua e la speleogenesi nei ghiacciai, e in generale sulla fisica delle grotte. Tra le tematiche affrontate: clima sotterraneo nelle grotte alpine, trasporto di acqua in rocce fratturate da un punto di vista percolativo, e interazione tra flusso geotermico e grotte.
Quanto da lui studiato sulla meteorologia ipogea ha portato alla pubblicazione del primo manuale al mondo sulla fisica del clima sotterraneo (1995), ma aveva contribuito a validare scientificamente che per esplorare le grotte si dovevano seguire le correnti d’aria e non l’acqua come fatto sino ad allora. L’attività di Giovanni Badino ha dato un contributo essenziale alla concezione delle grotte quali sistemi complessi tridimensionali, in contrapposizione alla loro precedente caratterizzazione bidimensionale. Nel suo ruolo di "fisico delle grotte", come amava definirsi, Badino aveva progressivamente espanso i suoi interessi verso ambiti fino ad allora inesplorati. Tra questi troviamo la dimostrazione della presenza di radiazione luminosa anche in grotte profonde (2000) e la confutazione della comune credenza che l’anidride carbonica CO2 possa stratificarsi (2005). Altre di queste ricerche hanno riguardato le oscillazioni periodiche delle masse d’aria intrappolate nelle cavità naturali e dei loro risvolti anche esplorativi (2009), le condizioni che rendono possibile la formazione di nuvole e di precipitazioni anche nelle grotte (2013) e infine la valutazione quantitativa del ruolo speleogenetico giocato dal gradiente geotermico (2017).
I mesi della sua malattia sono stati forse il periodo più prolifico di tutta la sua vita, tanto che ha continuato a scrivere e a studiare fino alla fine, presentando personalmente due importanti lavori di fisica sperimentale in grotta al Terzo Congresso Internazionale di Speleologia alla fine di Aprile del 2017, a poco più di tre mesi dalla sua prematura dipartita. L’ultimo lavoro risale a 4 giorni prima della sua morte, quando ha inviato all’International Journal of Speleology un suo ultimo lavoro appena revisionato.
Nel 2019 è stato inaugurato un Centro Ricerche Climatologiche, gestito dal PALEO – Lab del Politecnico di Torino e dal Laboratorio Carsologico sotterraneo del CAI e intitolato alla memoria di Giovanni Badino in quanto “insigne studioso della meteorologia ipogea”.
Il 20 luglio 2018 si è svolto un incontro in ricordo di Giovanni Badino al Dipartimento di Fisica dell’Università di Torino, con interventi di amici,  familiari e colleghi, tra cui spiccano Bartolomeo Vigna, Walter Fulgione, Paolo Forti, Anderson Campos Fauth, Leonardo Piccini, Mauro Chiesi, Mario Parise, Alvise Lazzareschi e Claudia Chiappino. Nel 2023 il Film Festival Bankso in Bulgaria, evento cinematografico dedicato alla montagna, ha reso omaggio a Giovanni Badino.

### Attività speleologica ed esplorazione
Giovanni Badino si definiva “un geografo del vuoto” e insegnò a guardare alle grotte come archivi del tempo per leggere gli eventi del passato e comprendere il futuro del pianeta. Avvicinatosi alla speleologia casualmente a seguito di una visita alla grotta della Pollera, Giovanni Badino iniziò l’attività speleologica nel ‘70 con i club speleologici di Savona, Torino e Nizza. Le principali ricerche speleologiche in Italia hanno riguardato il complesso delle grotte del Monte Corchia (vicino a Firenze, attualmente la più grande grotta d’Italia, 50 km di lunghezza e 1200 m di profondità), di Piaggia Bella (nel Parco naturale del Marguareis, vicino a Torino, attualmente la seconda più grande grotta d’Italia, 38 km di lunghezza e 960 di profondità), e più recentemente di W Le Donne (Complesso del Releccio, nelle Grigne, vicino a Milano, 1170 m di profondità). 
I suoi primi lavori tecnico-scientifici applicati alla speleologia avevano riguardato l’analisi approfondita dei materiali e delle tecniche di progressione in grotta.
Partecipò a spedizioni esplorative speleologiche in Nepal nel '77; in Uzbekistan nell'89 e nel '91; in Brasile (Mato Grosso, Goyas e Acre) nell'88, '90 e 2004; in Argentina (Patagonia) nell'88, '91, '94, '95, '97 e 2004; in Kirghizistan nel '94; in Pakistan (Karakorum) nell'87 e nel '93; in Venezuela nel '92, '93 e '96; molte volte in Messico, in Chiapas '94, '95, '97, '98 e 2001, in Cohahuila 2003 e 2004, in Oaxaca nel 2006; in Cile (Terra del Fuoco) nel '97, 2000 e 2004; in Islanda nel '97, in Antartide (Shetland del sud) nel 2000 con Associazione La Venta e di nuovo pochi mesi dopo in Victoria Land con il Programma Nazionale di Ricerche in Antartide.
Nel 2006 divenne il coordinatore tecnico e scientifico del Naica in Chihuahua (Messico), focalizzato all’esplorazione delle Grotte di Cristalli di Naica,  intercettate durante i lavori di scavo della Miniera di Naica, con otto spedizioni fino alla fine del 2007. Durante questo progetto, per permettere l’esplorazione progettò appositamente una tuta speciale, chiamata Tolomea, con un sistema di raffreddamento a ghiaccio che consentisse un’intera ora di lavoro nonostante le condizioni ambientali estreme della grotta con temperatura interna intorno a 60°C e umidità oltre 90%, ed ha sviluppato il più preciso data logger di temperatura mai installato all’interno di una grotta (errore inferiore a 0,003°C) per valutare le variazioni di temperatura all'interno della Grotta. Nel numero di Topolino n. 3505 del gennaio 2023 Giovanni Badino appare all’interno della rubrica di approfondimento sulla Grotta dei Cristalli di Naica.
A seguito di questa esperienza a Naica, Badino avviò il progetto di esplorazione delle grotte sul Monte San Calogero (detto anche Monte Kronio) a Sciacca, dove le condizioni climatiche di estremo caldo e umido permettevano di sfruttare le conoscenze maturate a Naica per lo studio della speleogenesi delle grotte e per individuare le origini del fenomeno vaporoso che le contraddistingue.
Studiando gli effetti di piccoli disequilibri tra il clima esterno e quello interno Badino, assieme ad altri pochissimi speleologi (tra cui lo spagnolo Adolfo Eraso) è stato un pioniere nello studio dei fenomeni carsici che si sviluppano all’interno dei ghiacciai, facendo osservazioni scientifiche all’interno dei mulini (anche detti inghiottitoi glaciali) in molte parti del globo. Tra le esplorazioni si citano il Ghiacciaio del Gorner in Svizzera tra il 1999 e il 2004 con il team La Venta, le spedizioni in Asia centrale e meridionale, Patagonia, Islanda e Terra del Fuoco e la sua partecipazione alla spedizione Antarctica 2000, uno studio sui fenomeni di carsismo glaciale in Antartide (2000). In questo ambito è stato anche l’organizzatore del Quinto convegno internazionale sulle cavita’ glaciali nelle regioni polari e montane (V International Symposium on Glacier Caves and Cryokarst in Polar and High Mountain Regions) a Courmayeur, Valle d’Aosta (15-16 Aprile 2000).

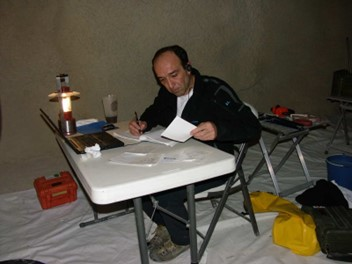
Giovanni Badino nel 2006 mentre prepara un articolo durante una delle sue molte spedizioni alla Grotta de los Cristales, Naica, Messico (foto di Francesco Lo Mastro, LaVenta)

Dal 1984, Badino è stato membro del consiglio direttivo della Società Speleologica Italiana dall’85 al 2011, e come presidente dal '94 al '99, ed è stato per due mandati nel Bureau dell'Unione Internazionale di Speleologia come Segretario Aggiunto dal 2009 al 2017. È stato membro dei Comitati Tecnici del Corpo Nazionale Soccorso Alpino e Speleologico (C.N.S.A.S.) e della Commissione Grotte E. Boegan.
Dal 1990 è stato membro del consiglio direttivo e del consiglio scientifico dell'Associazione La Venta, dedicata all'esplorazione sotterranea in tutto il mondo, e suo presidente fino al 2017. Alla sua morte, l'associazione gli ha dedicato un intero numero della rivista KUR. Nel 1996 è stato ammesso all'Explorers Club come Fellow International.

### Attività divulgativa e pubblicazioni scientifiche
Badino dimostrò un interesse diffuso nei confronti di svariati ambiti culturali, tra cui storia, poesia, arte e antropologia. La sua biblioteca personale, ora custodita presso la Società Meteorologica Italiana a Moncalieri (TO), riflette l'ampia portata delle sue conoscenze, arricchite ulteriormente grazie agli innumerevoli viaggi compiuti nel corso della sua vita.

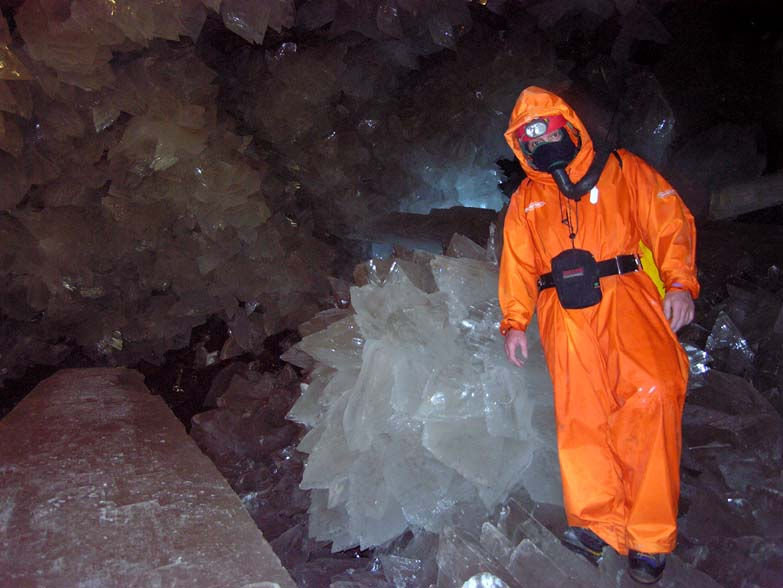
Giovanni Badino nel 2006 mentre esplora la miniera di Naica (Chihuahua, Messico)

Giovanni Badino era un grande comunicatore, capace di trasformare concetti complessi e difficili in cose facilmente assimilabili anche da persone digiune di conoscenze scientifiche di base, sia in occasioni di conferenze che di saggi scritti, con collegamenti al mondo letterario e artistico degni di un erudito di altri tempi. Citava a memoria interi poemi, tra cui Omar Khayyam, e quasi tutta la Divina Commedia.
Giovanni Badino ha iniziato a pubblicare quando era frequentava le scuole superiori. Il suo primo lavoro divulgativo è apparso nel 1971 su Stalattiti e Stalagmiti, Bollettino del Gruppo Speleologico Savonese, che aveva cominciato a frequentare da poco.
Due sono stati gli ambiti in cui Badino è stato attivo come scrittore: la speleologia, con sue pubblicazioni dal 1971 al 2017, e la fisica delle particelle, per poco più di un ventennio alla fine del secolo scorso. La prima pubblicazione di Badino sulla fisica delle particelle, riguardante i neutrini, è del 1979 ed è frutto di una collaborazione con un gruppo di ricerca internazionale. La sua attività di pubblicazione riguardante la fisica delle particelle raggiunge l'apice nei primi anni ’90, per poi scemare fino ad esaurirsi del tutto nella prima decade di questo secolo. 
Il motivo per cui il Giovanni Badino ha abbandonato i suoi studi di fisica delle particelle, e conseguentemente le pubblicazioni in tale ambito, va ricercato nel suo interesse verso la speleologia, che lo ha portato progressivamente a farne anche il campo della sua attività professionale di docente universitario. Gli oltre 700 lavori pubblicati in ambito carsico-speleologico spaziano in campi diversissimi: dal clima delle grotte, allo studio di nuovi materiali per la progressione e la sopravvivenza, dalle problematiche sociali della speleologia alla speleogenesi, dalla salvaguardia ambientale alla divulgazione, per citare alcuni esempi. Gli ambiti in cui Giovanni Badino ha pubblicato con frequenza sono stati: l'esplorazione delle cavità sotterranee, l'analisi dei nuovi materiali e delle tecniche esplorative, la speleologia glaciale, la meteorologia ipogea e l’associazionismo speleologico.

## Onorificenze
Nel 1981 ha ricevuto la Medaglia d’Argento al Valor Civile per un soccorso in grotta. Nel 2006 ha vinto il premio internazionale “Grignetta d’Oro” per il lavoro e la ricerca in montagna.

## Opere
Giovanni Badino ha contribuito regolarmente alle riviste della Società Speleologica Italiana (Speleologia dal 1979 al 2017, Opera Ipogea e SSI News: Notiziario della Società Speleologica Italiana), Grotte del Gruppo Speleologico Piemontese (1973 al 2017) e Kur dell’Associazione La Venta (già dal primo numero nel 2003), nelle pubblicazioni del Club Alpino Italiano (La Rivista, Montagne 360, e Annuario Sezione CAI-UGET Torino) e del Corpo Nazionale Soccorso Alpino e Speleologico (CNSAS) (Bollettino del Corpo Nazionale Soccorso Alpino - Sezione Speleologica, Periodico SpeleoSoccorso, e Notizie). Inoltre, vanta di collaborazioni con e articoli in molte riviste di speleologia nazionale e internazionale, oltre che riviste divulgative quali Le Scienze, Alp (periodico),  Progressione della Commissione Grotte Eugenio Boegan, e Nimbus della Società Meteorologica Italiana.
Oltre all’attività accademica, Giovanni Badino è stato l’autore di numerosi libri, tra cui spiccano alcuni dei più importanti libri di divulgazione speleologica italiani.

### Libri
- G. Badino e R. Bonelli, Gli abissi italiani – Guida ai grandi mondi sotterranei, in A. Gogna (a cura di), Guide/Montagna, vol. 7, Bologna, Zanichelli Editore, 1984,  p. 126.
- G. Badino, Tecnica di Grotta, Torino, Associazione Gruppi Speleologici Piemontesi, 1988,  p. 98.
- G. Badino, Tecniche fondamentali, in Quaderni di Speleosoccorso, vol. 2, Corpo Nazionale Soccorso Alpino e Speleologico, CNSAS – Sezione Speleologica, 1990,  p. 37.
- T. Bernabei e A. De Vivo (a cura di), Grotte e storie dell’Asia Centrale - le esplorazioni geografiche del Progetto Samarcanda, Padova, Associazione La Venta, 1992,  pp. 37-29.
- G. Badino, Tecniche di Grotta: per fare dei passi avanti dall’orlo dell’abisso, a cura di Società Speleologica Italiana, Bologna, Erga Edizioni, 1992,  p. 207.
- G. Badino, Oltre l’orlo: tutto ciò che avreste voluto sapere sulla speleologia ma non avete mai saputo a chi chiedere, Bologna, Società Speleologica Italiana, 1993,  p. 39.
- G. Badino, Fisica del clima sotterraneo, in Memorie, vol. 2, n. 7, Istituto Italiano di Speleologia, Società Speleologica Italiana, 1995,  p. 136.
- G. Badino, Tecniche di Grotta. Per far dei passi avanti dall'orlo dell'abisso, a cura di Società Speleologica Italiana, Genova, Erga edizioni, 1996 (riedizione),  p. 206, ISBN 9788881630288.
- G. Antonini e G. Badino, Grotte e Forre: Tecniche speciali e di autosoccorso, a cura di Società Speleologica Italiana, Genova, Erga, 1997,  p. 283, ISBN 8881630656.
- G. Badino, Tecniche del soccorso in Montagna, Club Alpino Italiano, Corpo Nazionale di Soccorso Alpino e Speleologico, 1998,  p. 229.
- G. Badino, Grotte e Speleologia: tutto quello che avreste voluto sapere sulle Grotte, ma non avete mai saputo a chi chiedere, Genova, Società Speleologica Italiana , 1998,  p. 47.
- M. Chiesi, G. Badino e G. Ferrini, L’impatto dell’uomo sull’ambiente di grotta, a cura di Società Speleologica Italiana, Quaderni didattici della Società Speleologica Italiana, n. 5, Genova, Erga, 1999,  p. 18.
- G. Badino, Il Fondo di Piaggia Bella, Genova, Erga edizioni, 1999,  p. 303, ISBN 8881631830.
- G. Badino, A. Belotti, T. Bernabei, A. De Vivo, D. Domenici e I. Giulivo, Rio La Venta tesoro del Chiapas, a cura di Associazione La Venta, Turra, Padova, 1999,  p. 319.
- G. Badino et al., Marguareis per viaggiatori – Guida ai fenomeni carsici delle Alpi Liguri, a cura di Associazione gruppi speleologici piemontesi (AGSP), Torino, Blu Edizioni, 2000,  p. 176, ISBN 9788887417135.
- G. Badino, S.O.S. in grotta, a cura di Società Speleologica Italiana, Quaderni didattici della Società Speleologica Italiana, n. 14, Genova, Erga, 2003,  p. 36.
- La Venta Exploring Team, Meraviglie del Mondo Sotterraneo, in F. Del Cin e A. De Vivo (a cura di), Il mondo in immagini, Idea Libri, 2003, ISBN 9788870828375.
- G. Badino, A. De Vivo e L. Piccini, Grotte di cielo: viaggio nel cuore dei ghiacciai, Treviso, Tintoretto,  p. 153, ISBN 8895370023..
- G. Badino, T. Bernabei, T. De Vivo, I. Giulivo e G. Savino, Sotto il deserto: il mistero delle acque di Cuatro Ciénégas, a cura di Associazione La Venta, Treviso, Tintoretto, 2004,  p. 285.
- G. Badino, Un color bruno, Sassari, Edizioni Segnavia, 2006,  p. 127.
- P. Forti (a cura di), Le Grotte di Naica: esplorazione, documentazione, ricerca – Riassunti, Bologna, Istituto Italiano di Speleologia, 2007.
- G. Badino, Giganti di cristallo nelle grotte di Naica, Treviso, Associazione La Venta,  p. 47, ISBN 9788895370033.
- A. De Pascale, G. Badino, L. Casati, M. Traverso, R. Bixio e S. Saj, Acque sotterranee delle grotte dei ghiacciai e delle città, in L. Capocaccia Orsini e C. Iacopozzi (a cura di), Quaderni dei Mercoledì Scienza, Genova, Erga, 2008,  p. 232, ISBN 9788881635511.
- (EN) A. De Vivo e L. Piccini (a cura di), The River of Swallows. A brief guide to the environmental features of the Puerto Princesa Underground River (PDF), La Venta Esplorazioni Geografiche, 2013.
- L. Piccini e G. Badino, Come è fatta la Cueva de los Cristales, in Naica, la Grotta dei Cristalli, La Venta Edizioni, 2019,  pp. 126-133.

Giovanni Badino ha inoltre contribuito a diversi libri, tra i quali spiccano:
- G. Badino, La Società Speleologica Italiana, in C. Marotta, La grotta delle meraviglie, Marina di Maratea: evidenze carsiche, 1998.
- G. Badino, Nelle profondità del Marguareis: l'esplorazione di un vasto sistema carsico nelle Alpi Marittime, in M. Vianelli, I fiumi della notte: alla scoperta delle acque carsiche italiane, Torino, Bollati Boringhieri, 2000,  pp. 155-171.
- G. Badino, A. Cigna e C. Silvestro, Valle d'Aosta e Piemonte (PDF), in G. Madonia e P. Forti (a cura di), Le aree carsiche gessose d'Italia, Memorie dell'Istituto Italiano di ‘‘Speleologia’‘, vol. 2, n. 14, Bologna, Parco Regionale dei Gessi Bolognesi e Calanchi dell'Abbadessa, Associazione Italiana di Geografia fisica e Geomorfologia, 2003,  pp. 125-129.
- G. Badino, La complessità incomprensibile, in L. Mercalli e C. Sasso, Le mucche non mangiano cemento. Viaggio tra gli ultimi pastori di Valsusa e l'avanzata del calcestruzzo, Società Meteorologica Subalpina, 2004,  p. 320, ISBN 9788890009952.
- A. De Vivo e F. Sauro, Nel cuore della terra: La Venta. 25 anni di esplorazioni, Skirà, 2017.
- A. De Vivo, P. Forti, L. Piccini e N. Russo (a cura di), Una grotta fra terra e mare. Le meraviglie del Puerto Princesa Underground river, Skirà, edizione illustrata, 2018,  p. 224, ISBN 9788857239569.
- A. Bernabei, A. De Vivo, P. Forti, F. Lo Mastro e N. Russo, Naica. Le grotte di cristallo, Skirà, 2020.

## Video e documentari
Noto conferenziere in ambito fisico speleologico, ha partecipato alla trasmissione Ultimo Minuto, Geo&Geo, Terra! (Rete4, 2016) e documentari del National Geographic (2008).
Tra le sue apparizioni:
- TelFrance e GA&A Productions, in coproduzione con Arte France, NHK, Galafilm, C/Producciones e National Geographic US, Discovery Canada, Discovery Latin America, Naica. La grotta dei cristalli (PDF), a cura di La Venta Esplorazioni, 2008,  a 6 min 22 s.
- Max Goldoni e Giovanni Badino, VUOTO, Toirano, ottobre 2009.
- Paride Ridolfi, Immergersi nel vuoto ipogeo, in Giovanni Badino – (Stralcio del) Convegno Geografi del Vuoto - Speleopolis – 2010, Casola Valsenio, Teatro Selenio, Speleopolis, Sabato 30 ottobre 2010.
- Giovanni Badino, Pensieri Profondi - Idee per speleologi (1), in Max Goldoni (a cura di), 16° congresso UIS, Congresso Internazionale di Speleologia, Brno, Società Speleologica Italiana, luglio 2013.
- Giovanni Badino, Pensieri Profondi - Idee per speleologi (2), in Max Goldoni (a cura di), 16° congresso UIS, Congresso Internazionale di Speleologia, Brno, Società Speleologica Italiana, luglio 2013.
- Rai, Gli inferni – Dante 7.5.0, a cura di RaiPlaySound, 23 maggio 2015.
- Terra! (programma televisivo), L'acqua: niente o troppa - la GlacioSpeleologia di Giovanni Badino, Rete4, 8 marzo 2016.
- Giovanni Badino, "...dare profondità culturale al mondo delle grotte", in (Stralcio del convegno) La speleologia come strumento di ricerca e tutela dell'acqua, Bergamo, Uniacque Spa e Federazione Speleologica Lombarda, 22 aprile 2017.
- Tullio Bernabei, Giovanni e i cristalli, a cura di La Venta Esplorazioni geografiche, 10 novembre 2017.
- Speleopolis, Casola2018 - Presentazione numero monografico della rivista La Venta KUR dedicata a Giovanni Badino, Casola, Associazione La Venta, 2 novembre 2018.

Badino ha inoltre curato la mostra I colori del buio, Esplorando il pianeta sotterraneo, tenutasi nel Complesso del Vittoriano a Roma nel 2012.